# کاخ رونداله

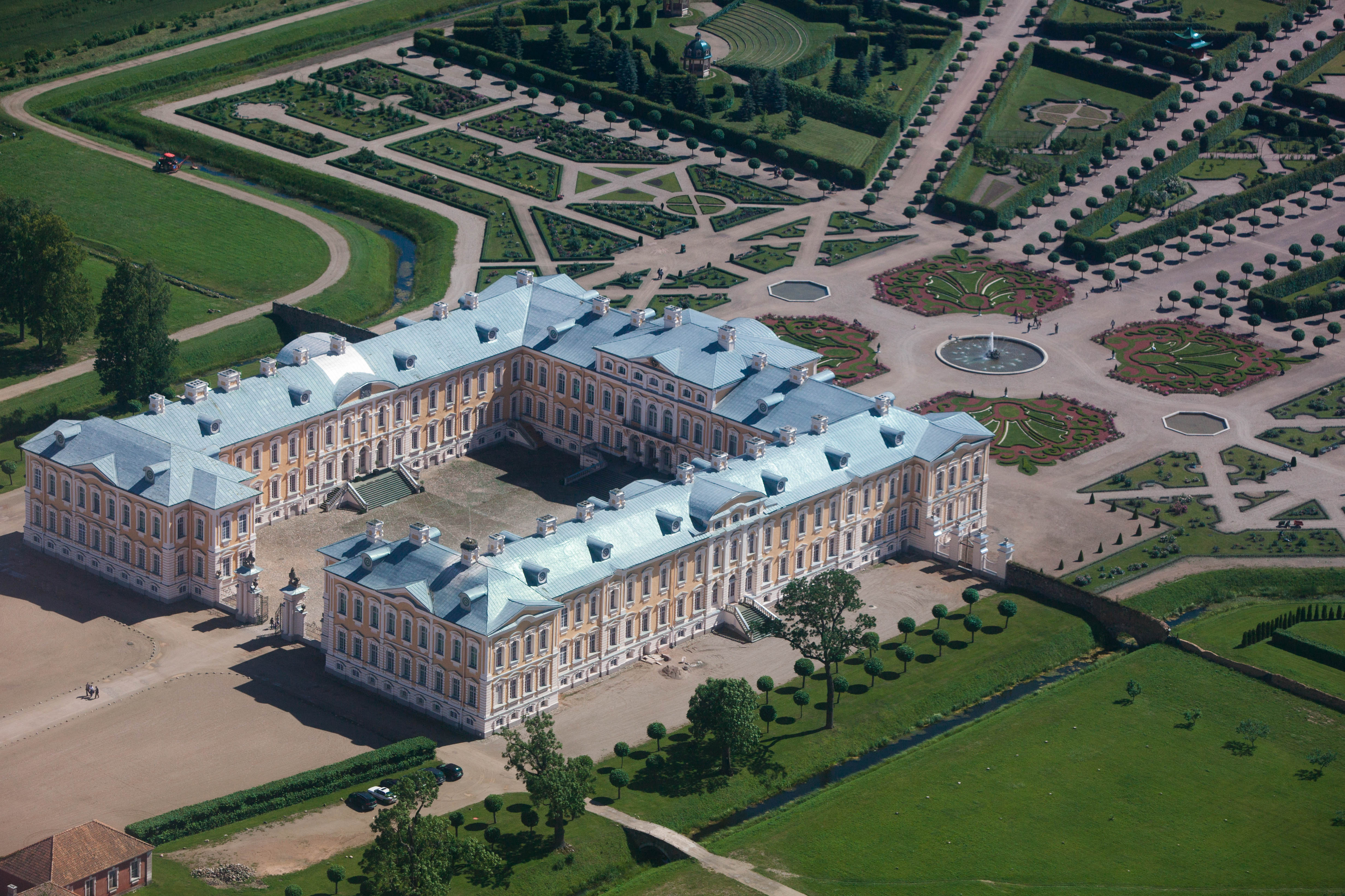
نمای هوایی از کاخ و باغ‌ها

کاخ رونداله (لتونیایی: Rundāles pils, آلمانی: Schloss Ruhental) یکی از دو کاخ باروک ساخته‌شده برای دوک‌های کورلند در لتونی امروزی است. این کاخ در دو دوره، از سال‌های ۱۷۳۶ تا ۱۷۴۰ و از ۱۷۶۴ تا ۱۷۶۸ ساخته شد. کاخ رونداله در پیلسرونداله در بخش رونداله، شهرداری باوسکا، منطقه زمگاله، ۱۲ کیلومتری غرب باوسکا واقع‌شده است.